# Hyparrhenia gossweileri
Hyparrhenia gossweileri är en gräsart som beskrevs av Otto Stapf. Hyparrhenia gossweileri ingår i släktet Hyparrhenia och familjen gräs. Inga underarter finns listade i Catalogue of Life.